# بندو (عسلویه)
بَندو، روستایی در دهستان چاه‌مبارک بخش چاه‌مبارک شهرستان عسلویه در استان بوشهر ایران است.

## پیشینه نام
رضا طاهری در کتاب از مروارید تا نفت (تاریخ خلیج فارس) می‌نویسد: وجه تسمیه بندو محل بستن بند و سد برای مهار آب جاری بوده‌است. بندو نمایش ارزش آب و کشاورزی در حاشیه خلیج فارس می‌باشد . انتقال آب به وسیله جوی سنگ و ساروج، احتمالاً باقی‌مانده از دوران ساسانی است که از حدود ۵ کیلومتری بندو از چشمهٔ آبی که در دل کوهستان قرار دارد به آسیابی که در نزدیکی بند ساخته شده می‌رساند.

## جمعیت
بر پایه سرشماری عمومی نفوس و مسکن در سال ۱۳۹۵، جمعیت این روستا برابر با ۷۳۸ نفر (۱۸۶ خانوار) بوده‌است.